# Simulium amazonicum
Simulium amazonicum är en tvåvingeart som beskrevs av Emílio Augusto Goeldi 1905. Simulium amazonicum ingår i släktet Simulium och familjen knott. Inga underarter finns listade i Catalogue of Life.